# Maronea
Maronea (in greco antico: Μαρώνεια?, Maróneia) era una città della Tracia nell'antica Grecia.

## Storia
Secondo il mito greco, Maronea sarebbe stata fondata da Marone, anziano sacerdote appartenente alla popolazione dei Ciconi, oppure dai Ciconi dopo la morte di lui . Diodoro Siculo collega invece le origini della città a un seguace del culto di Osiride. Secondo lo Pseudo-Scimno venne fondata da Chio nella prima metà del VI secolo a.C. Secondo Plinio il Vecchio, il suo antico nome era Ortagures. Era ubicata sulle colline di Aghios Gheorgis e, secondo alcuni ritrovamenti archeologici, era una delle più antiche città della Tracia.
Era vicina a Ismara, menzionata da Omero nell'Odissea quale patria di Marone.  Alcuni studiosi identificano Maronea con Ismaros. Omero narra che Ismara venne saccheggiata da Ulisse che risparmiò Marone avendo saputo che era un sacerdote di Apollo. Marone avrebbe offerto ad Ulisse vino, oro e argento.
Nell'antica Grecia e nell'antica Roma, Maronea era famosa per la produzione di vino. Il suo vino era stimato in tutto il mondo e si diceva che possedesse l'odore del nettare e potesse essere miscelato con venti o più volte il suo volume in acqua. Che la gente di Maronea venerasse Dioniso, non lo si apprende soltanto dal suo famoso Santuario, le cui fondamenta sono ancora visibili oggi, ma anche dalle monete della città.

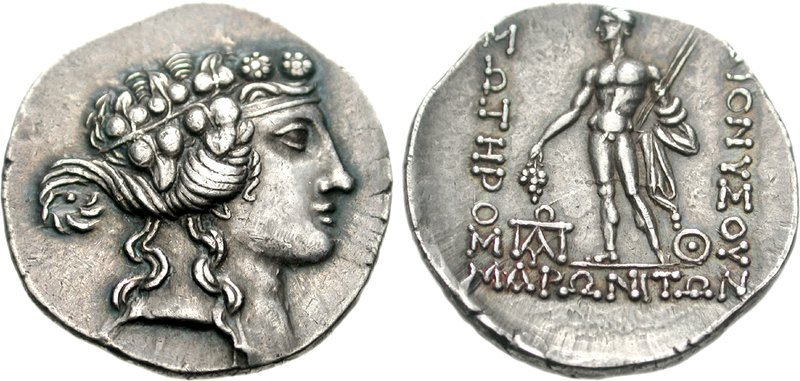
Tetradracma di Maronea

Nel 200 a.C. venne conquistata da Filippo V di Macedonia, che sfogò la sua rabbia trucidando un gran numero di abitanti della città. La Repubblica romana, successivamente, concesse Maronea a Attalo, re di Pergamo, ma quasi subito revocò il dono e dichiarò Maronea città libera.
Maronea era la più grande e più importante di tutte le antiche colonie greche della Tracia occidentale. La città doveva la sua prosperità al vasto e ricco territorio e anche al porto che favorì lo sviluppo di un'intensa attività commerciale. Inoltre, i Romani avevano concesso molti privilegi alla città, come ad esempio la libertà e l'ampliamento del suo territorio, dove venne sviluppata una fitta rete di insediamenti rurali.